# Угол Покровки
У́гол Покро́вки — упразднённая деревня Бирилюсском районе Красноярского края России. Входила в состав Зачулымского сельсовета. Упразднена в 2021 г.

## География
Находится на правом берегу реки Тюхтет (приток Чулыма), примерно в 12 км к западу от районного центра, села Новобирилюссы, на высоте 184 метров над уровнем моря.

## Население
| 1989 | 2002 | 2010 |
| ---- | ---- | ---- |
| 10   | ↘0   | →0   |